# Epidendrum vincentinum
Epidendrum vincentinum är en orkidéart som beskrevs av John Lindley. Epidendrum vincentinum ingår i släktet Epidendrum och familjen orkidéer. Inga underarter finns listade i Catalogue of Life.